# 리크난초아족
리크난초아족(leek蘭草亞族, 학명: Prasophyllinae 프라소필리나이[*])은 당나귀난초족의 아족이다.

## 하위 분류
- 리크난초속(Prasophyllum R.Br.)
- Genoplesium R.Br.
- Microtis R.Br.